# Ґрунтонос
Ґрунтоно́с (рос.грунтонос, англ. core sampler (for soil); нім. Bohrlochkernentnahmegeräl n, Kernheber m) — пристосування для відбору зразків при бурінні пухких ґрунтів — піску, глини, суглинку, супіску тощо.
Являє собою тонкостінну сталеву трубку, яка приґвинчується до бурових штанг.